# Leopold von Auenbrugger
Leopold von Auenbrugger, född 19 november 1722 i Graz, Österrike, död 18 maj 1809 i Wien, var en österrikisk läkare, som var verksam i Wien, uppfann 1754 perkussionen som diagnosteknik och gav 1761 ut en latinsk skrift om denna. Genom upptäckten anses han vara en av grundarna av modern medicin.

## Biografi
Auenbrugger var son till en krögare och ägare till värdshuset Zum Schwarzen Mohren, som gav sin son alla möjligheter till en utmärkt förutbildning i sin hemstad och skickade honom sedan till Wien för att slutföra sina studier vid universitetet. Auenbrugger utexaminerades som läkare vid 22 års ålder och började sedan arbeta på det spanska militärsjukhuset i Wien, där han tillbringade 10 år.
Han fick reda på att genom att lägga sitt öra mot patienten och knacka lätt på dennes bröst, kunde man bedöma densiteten hos underliggande vävnader och organ. Denna teknik för perkussiv diagnos hade sitt ursprung i att testa nivån i vinfat i källaren på hans fars hotell. Med denna metod kunde han plotta konturer av hjärtat. Det var första gången som en läkare relativt korrekt och objektivt kunde bestämma ett viktigt tecken på sjukdomar. Han publicerade sina resultat i ett häfte, men ingen brydde sig särskilt mycket om det. 
Under sina tio år med patientundersökningar bekräftade Auenbrugger sina observationer om det diagnostiska värdet av perkussion i jämförelse med obduktionsprover, och gjorde dessutom ett antal experimentella undersökningar av döda kroppar. Han injicerade vätska i pleurarummet i lungsäcken och visade att det var fullt möjligt att genom perkussion visa exakt gränserna för den närvarande vätskan och därmed bestämma när och var ansträngningar skulle göras för dess avlägsnande.
Hans namn är också förknippat med Auenbruggers tecken, en utbuktning av den epigastriska regionen, i fall av stora effusioner av hjärtsäcken, hinnan som omsluter hjärtat.
Auenbruggers senare studier ägnades åt tuberkulos. Han påpekade hur man upptäcker håligheter i lungorna, och hur deras plats och storlek kan bestämmas av perkussion. Han insåg också att information om innehållet i håligheter i lungorna och tillståndet i lungvävnaden kan erhållas genom att placera handen på bröstet och notera vibrationen, eller fremitus, som produceras av röst och andning. Dessa observationer publicerades i en liten bok som heter Inventum Novum ex Percussione Thoracis Humani Interni Pectoris Morbos Detegendi. Den anses vara en bok som markerar början av en epok i medicinens moderna historia.
Liksom de flesta medicinska upptäckter mötte Auenbruggers diagnosmetod först likgiltighet. Före hans död hade den dock väckt uppmärksamhet hos den franska läkaren René Laennec, som efter att följa upp de idéer som föreslogs av den, upptäckte auskultation. Värdet av perkussion i fysisk undersökning erkändes senare av Jean-Nicolas Corvisart, som populariserade den och lärde ut den till sina studenter i Frankrike och av Joseph Škoda i Wien. Han översatte och illustrerade också Auenbruggers bok 1808, vilket bidrog till att göra Auenbruggers arbete om perkussion mera känt.
Auenbrugger levde till 86 års ålder. Han var särskilt känd för sina hjärtliga relationer till de yngre medlemmarna av sitt yrke och för sin vänlighet mot de fattiga och till dem som lider av tuberkulos. Han sägs ibland ha dött i tyfusepidemin 1798, men han dog faktiskt över ett decennium senare.